# Ainaži
Ainaži (letó: aiːnaʒi; estonià: Heinaste, alemany: Hainasch) és un poble del municipi Salacgrīva a Letònia, de la regió històrica de Vidzeme. Està localitzada prop de la frontera amb Estònia, en el punt on hi havia la ubicació d'una antiga població pescadora livònia. Abans de 1917, se la coneixia pel nom germànic Haynasch (en estonià Heinaste, en rus, Gainash).

## Etimologia
"Ainaži" pot derivar de la paraula estoniana hainaste que significa "camí-fenc". Altres possibilitats inclouen paraules livònies com aaina traduït per "fenc", o ainagi que significa "aïllat o solitari". A l'edat mitjana, la ciutat es nomenava com a Hainasch en alemany.

## Economia
Les indústries més importants són la silvicultura, la fusteria i el comerç. A més, la seva localització a la frontera Letònia-Estònia juntament amb l'autopista internacional E67, també coneguda com a Via Bàltica, afavoreix el transport industrial.

## Demografia
La població d'Ainaži i les àrees circumdants era de 1.794 persones el 2005, la vila més petitat de Vidzeme. Els letons conformen el 92% dels habitants, rusos 3%, estonians 2% i altres 4%. Des de 2004 la població va decréixer al voltant d'un 5,08% (96 habitantss).

## Galeria

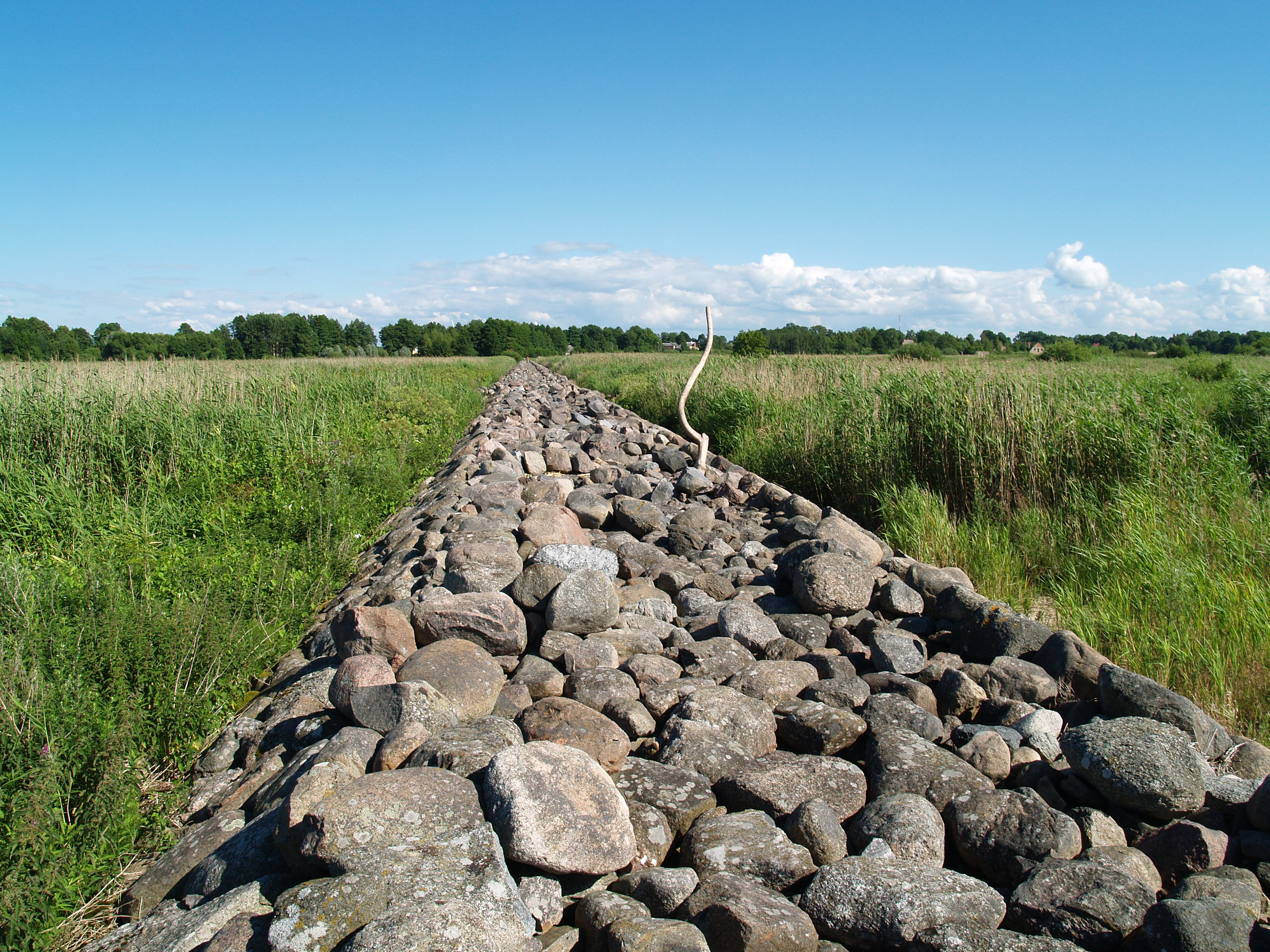
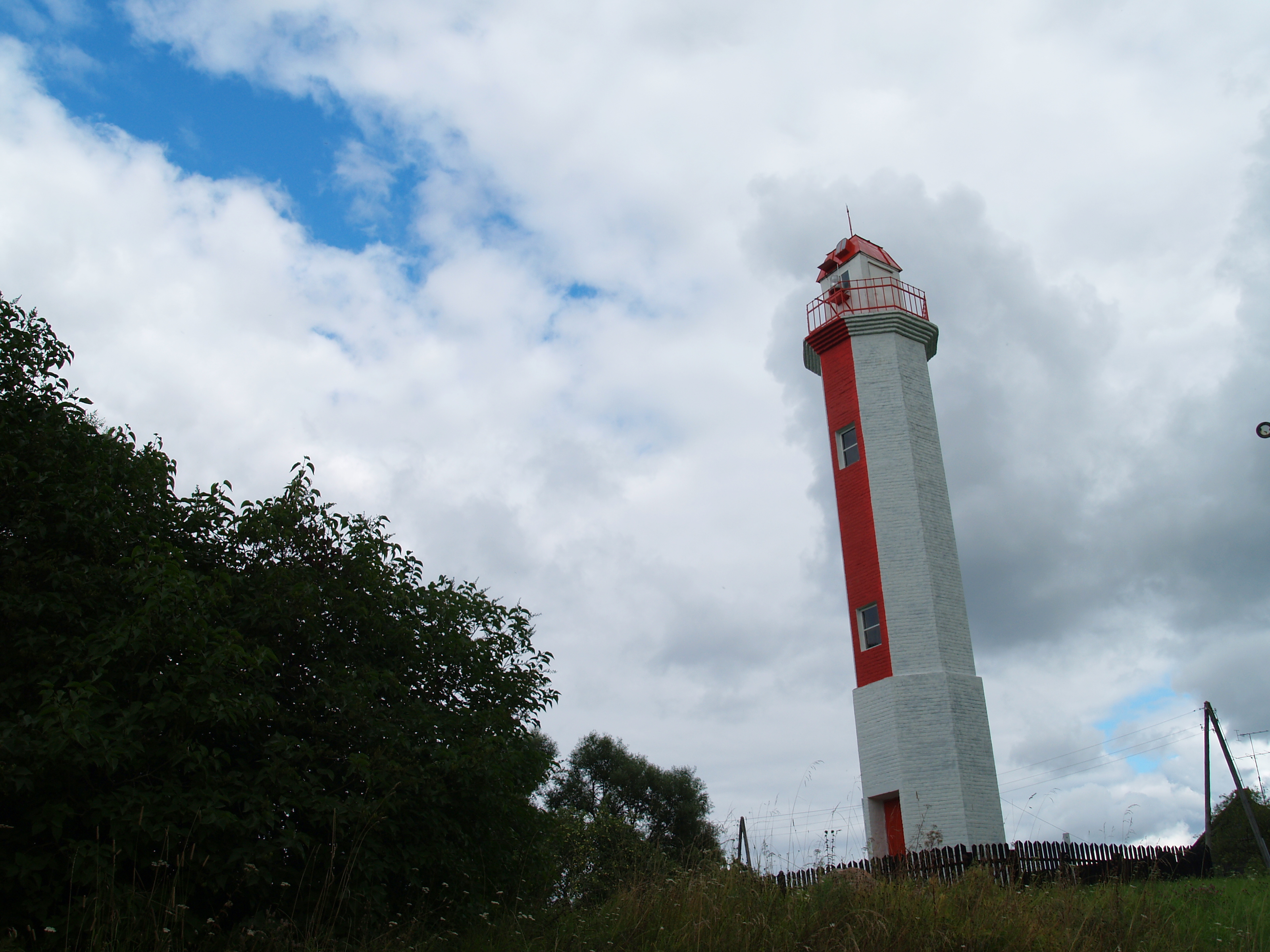
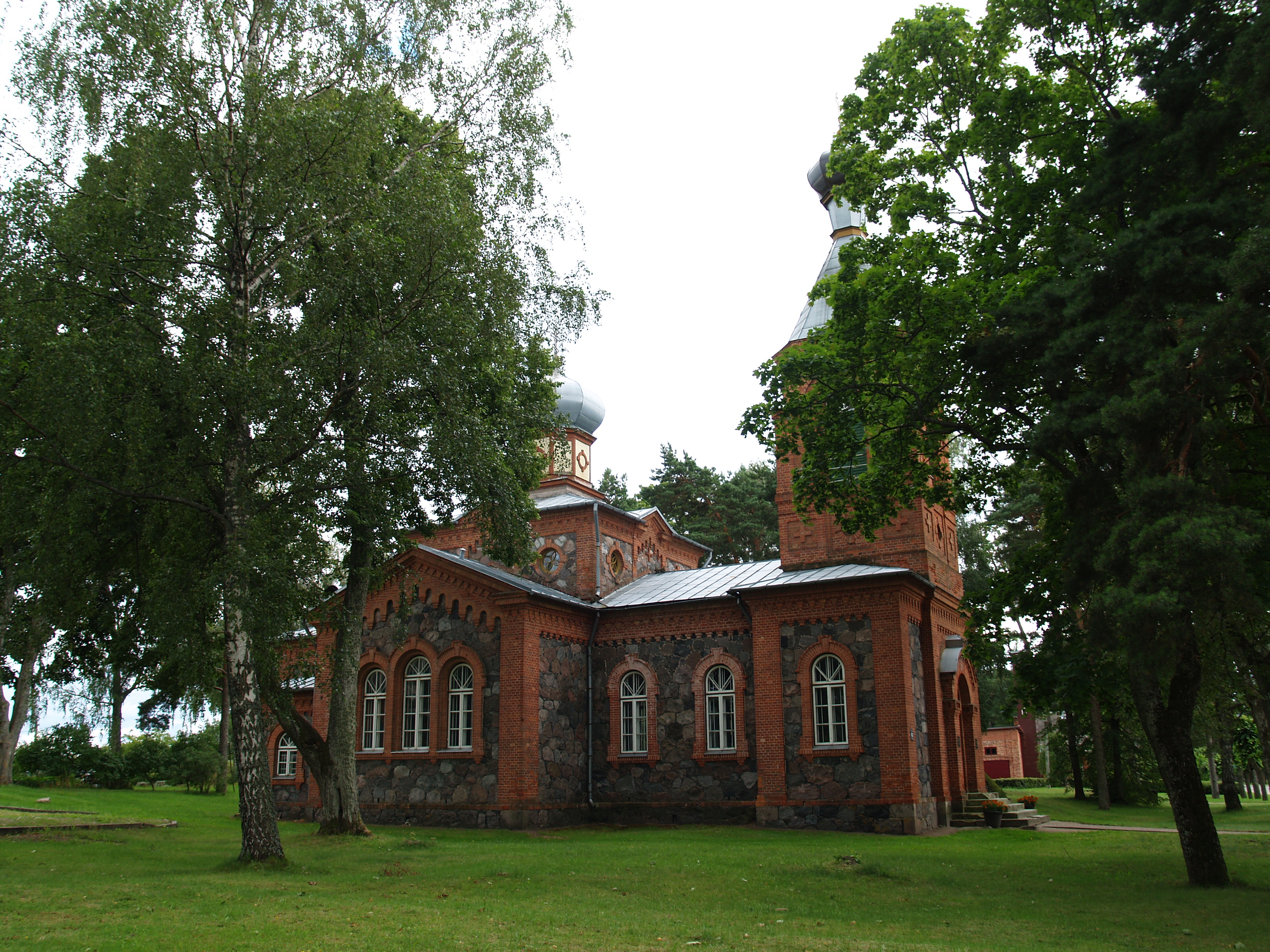
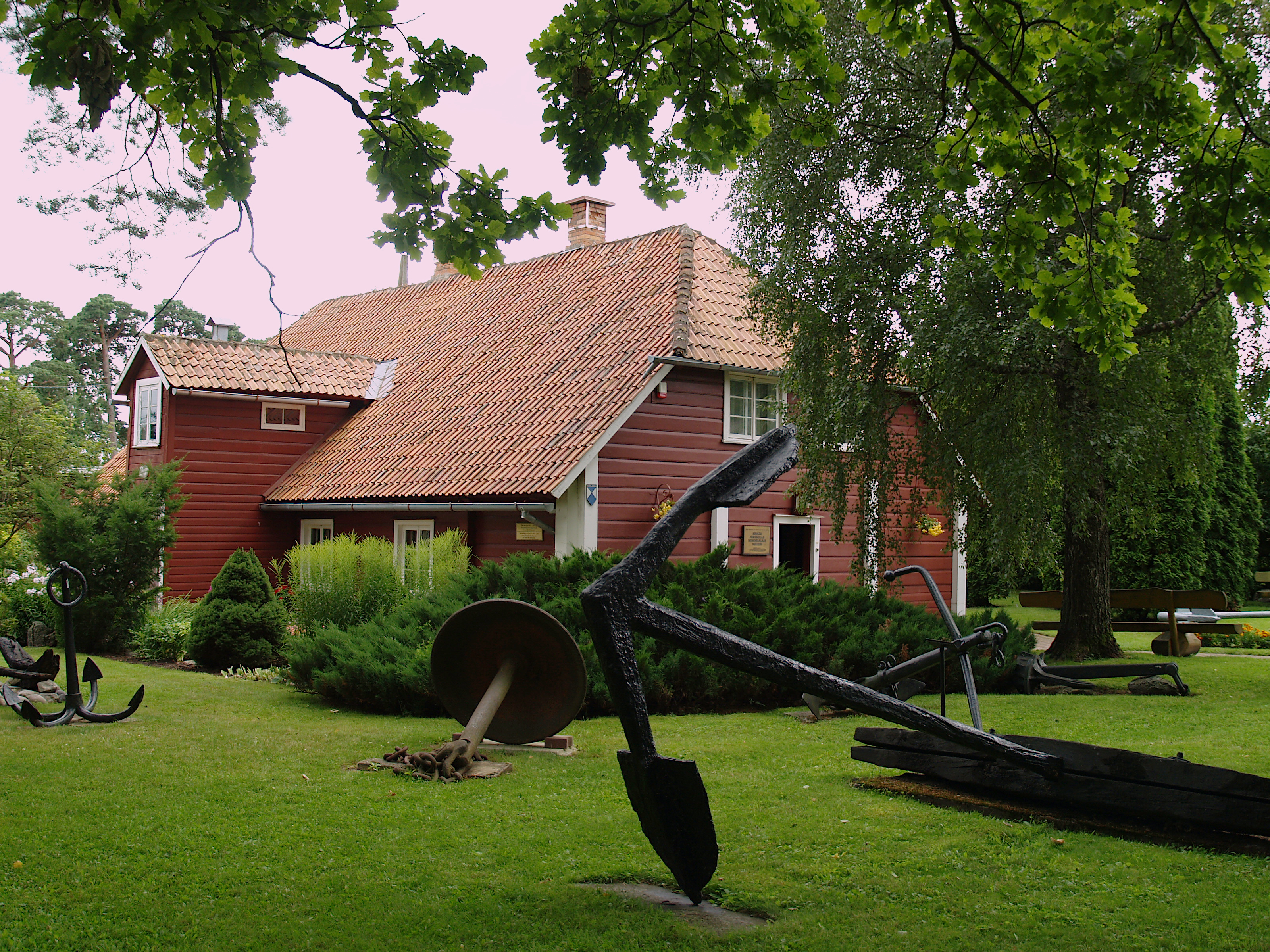
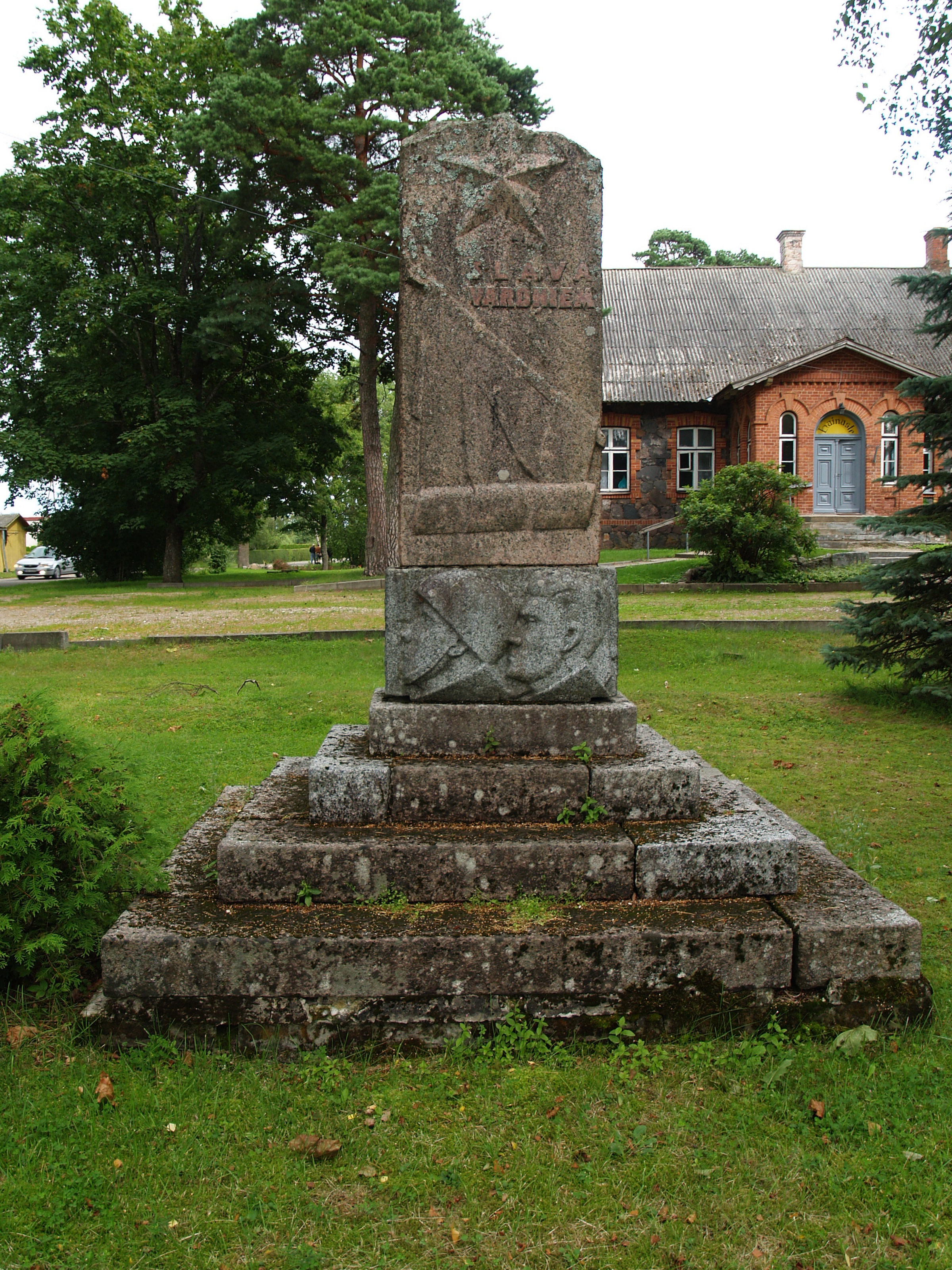
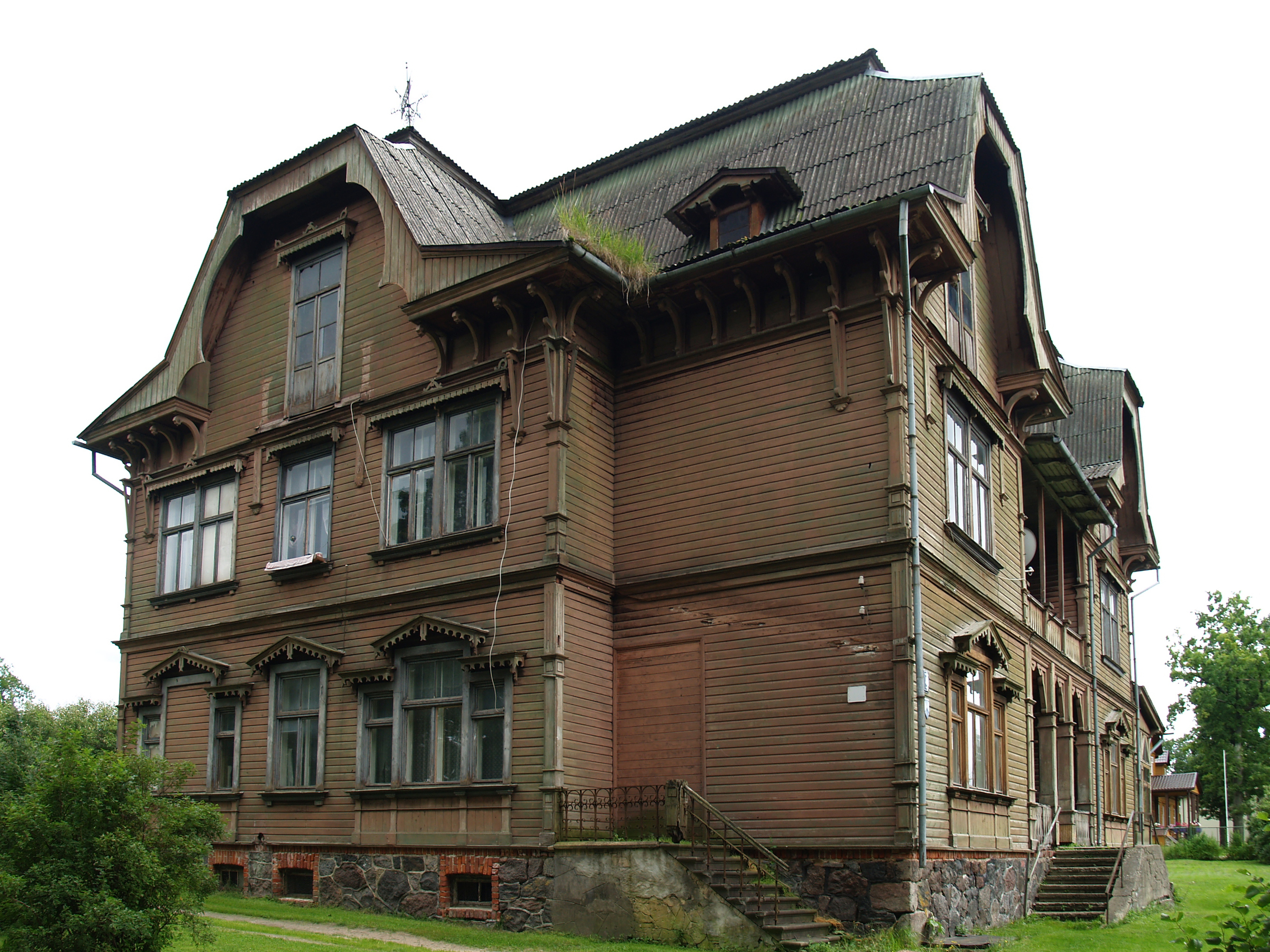
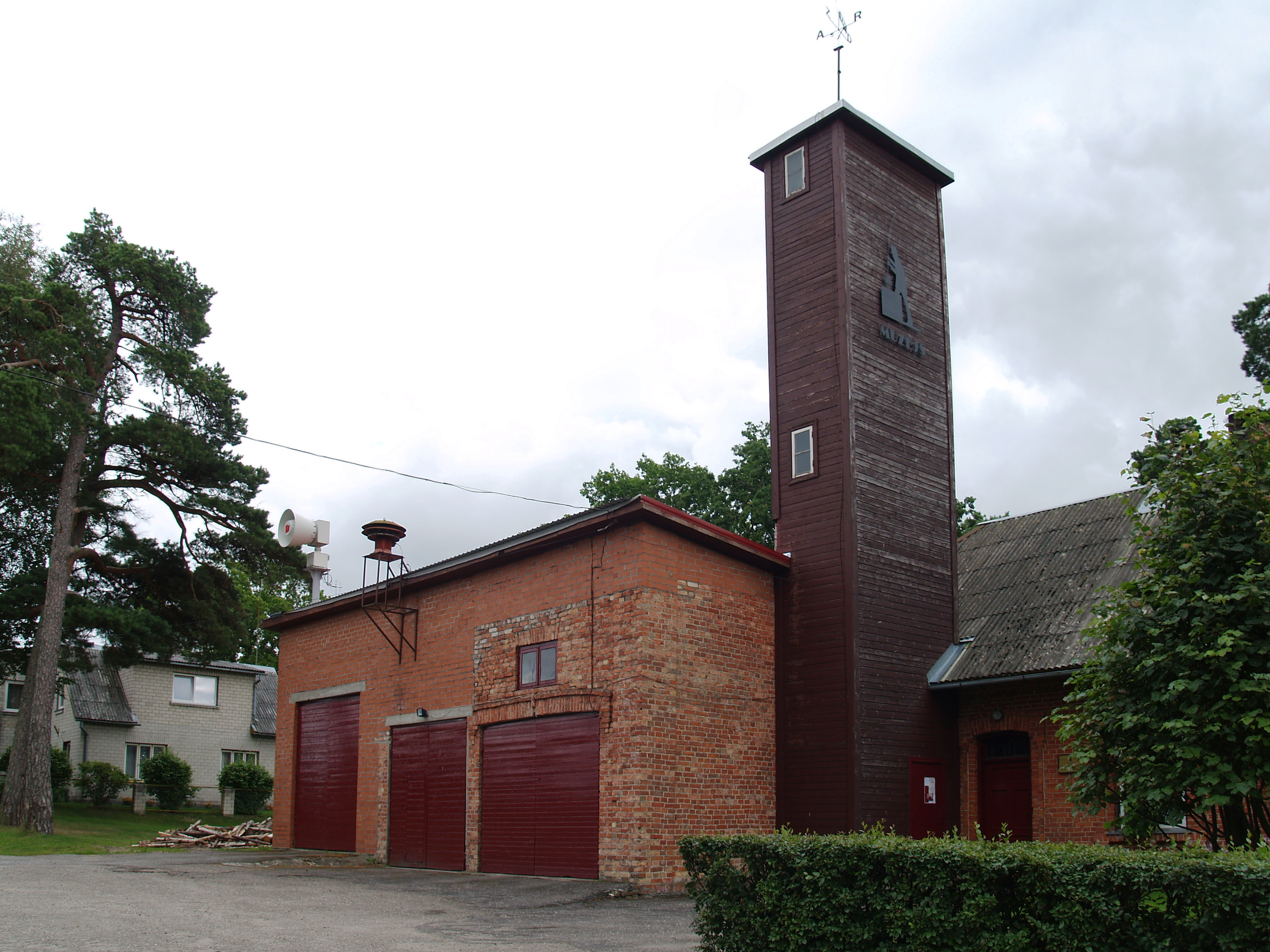